# Adeline Magloire Chancy
Adeline Magloire Chancy (Puerto Príncipe, 4 de abril de 1931) es una educadora, feminista, y política haitiana. Ha trabajado para promover el reconocimiento del criollo haitiano como lengua válida en su derecho propio.
Es miembro fundadora de la Academia Criolla de Haití y se desempeñó como ministra de Haití para la condición femenina y los derechos de la mujer de 2004 a 2006.

## Biografía
Magloire nació en 1931 en Puerto Príncipe, Haití, y creció en el suburbio de Pétion-Ville. Su padre era arquitecto y su madre, maestra. Sus hermanas fueron Nicole y Denise Magloire Fouchard, también activistas feministas.
Estudió en L'École Normale Supérieure, una escuela constitutiva de la Universidad Estatal de Haití, así como en la facultad de derecho de la universidad.

## Carrera
A principios de la década de 1960, se convirtió en activista por la democracia y los derechos de la mujer bajo la dictadura de la dinastía Duvalier, organizándose con el Comité de Mujeres Patrióticas y el Frente Democrático Unificado. Este período dio forma a su defensa del criollo haitiano: 

Fue en este momento, en medio de un clima de represión política que dejó una marca en mi sangre, que llegué a comprender el papel de nuestro idioma nacional en la lucha por establecer un régimen político democrático y allanar el camino para el progreso, el desarrollo y la unidad nacional.

Se vio obligada a exiliarse con su familia en 1965, y se establecieron en Canadá, estableciendo su residencia en el barrio de Outremont, Montreal. Su hogar se convirtió en un centro de organización comunitaria para los haitianos en Montreal, así como en un refugio para los recién llegados de muchos países.
En Montreal, continuó su activismo social y político tanto dentro de la comunidad haitiana como en la sociedad de Quebec. Fue elegida por el Gobierno de Quebec para participar en la comisión que supervisa la implementación de las políticas de integración de inmigrantes y trabajó con la comisión provincial de derechos humanos en cuestiones de racismo.
Fue pionera en los esfuerzos de alfabetización a través de la Maison d'Haïti en Montreal, que ayudó a fundar, y la organización de alfabetización a nivel provincial Regroupement des Groupes populaires en alphabétisation. Ayudó a dar forma a la política de alfabetización y educación de adultos, tanto directamente a través de su enseñanza como a través de conferencias y publicaciones. Recibió una maestría en educación de adultos de la Universidad de Montreal en 1981, donde escribió su tesis sobre el analfabetismo entre las inmigrantes haitianas.
En las décadas de 1970 y 1980, fue miembro del Congreso de Mujeres Negras de Canadá. También abogó por el reconocimiento y la validación del idioma criollo haitiano. En 1983, lanzó el primer Día Internacional del Criollo en Montreal, el 28 de octubre.
Regresó a Haití después de que Jean-Claude Duvalier se exiliara en 1986. Desde entonces, ha ocupado diversos cargos en el sector público, entre ellos, directora de capacitación en la Oficina Nacional de Participación y Educación Popular de 1986 a 1987, secretaria de Estado de Alfabetización de 1996 a 1997, y ministra de la Condición Femenina y los Derechos de la Mujer de 2004 a 2006. Durante su tiempo como ministra de la mujer logró la declaración el 6 de julio de 2005 que reconoció la violación como delito y abolió las disposiciones discriminatorias contra la mujer en el Código Penal.
Ha escrito extensamente sobre los derechos de las mujeres, la alfabetización y el criollo haitiano. En noviembre de 2014, fue nombrada caballero de la Legión de Honor francesa.